# Straßkirchen
Straßkirchen là một đô thị trong huyện Straubing-Bogen bang Bayern thuộc nước Đức.